# GE SL65T
As locomotivas Diesel-Elétrica GE SL65T foram fabricadas pela GEVISA no Brasil para ser utilizadas como manobreiras na Estrada de Ferro Carajás.